# Романець Олексій Стратонович
Олексі́й Страто́нович Романе́ць (Олекса Романець; * 2 квітня 1921, село Великий Молокиш, нині Рибницького району Республіки Молдова — † 15 вересня 2006, Чернівці) — український літературознавець, критик. Кандидат філологічних наук. Член Національної спілки письменників України.

## Біографічні відомості
Олекса Романець — син репресованого 1938 року голови колгоспу, якого покарали за те, що видав людям по 10 кілограмів зерна на трудодень. Це розцінили як розтрату.
Закінчив Балтське молдавське педагогічне училище та Чернівецький державний університет. Кандидат філологічних наук.
Учасник Другої світової війни. Нагороджений орденами та медалями.

## Творчість
Автор книжок:
- «Джерела братерства: Богдан П. Хадшеу і східноромансько-українські взаємини»,
- «Ой Хотине, граде давній».

Співавтор книг:
- «Літературна Буковина»,
- «Очерки молдавско-русско-украинских литературных связей» (в трех томах),
- «Исторические корни связи и дружбы украинского и молдавского народов».

Автор численних статей в українських енциклопедичних виданнях, в українській та румуномовній пресі.

## Премії
- 1996 рік — літературна премія імені Дмитра Загула.
- 2002 рік — літературно-мистецька премія імені Сидора Воробкевича.